# 1476

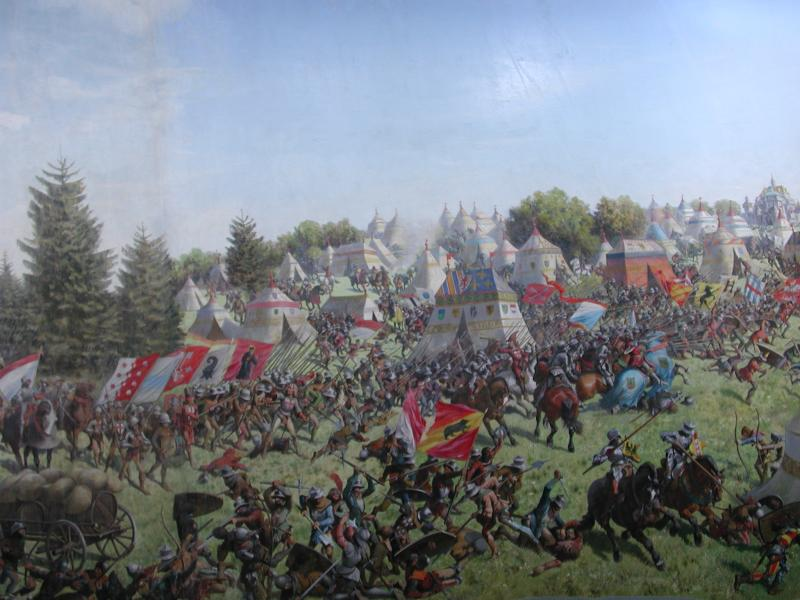
Slag bij Murten

Het jaar 1476 is het 76e jaar in de 15e eeuw volgens de christelijke jaartelling.

## Gebeurtenissen
maart
- 1 - Slag bij Toro: Militair onbesliste, maar politiek beslissende veldslag in de Castiliaanse Successie-oorlog. De Castiliaans edelen sluiten de gelederen achter het koningschap van Isabella I van Castilië.
- 2 - Slag bij Grandson: De Zwitserse Eedgenoten verslaan het leger van Karel de Stoute en drijven het op de vlucht.
- 20 - De Zwolse Bijbel wordt voltooid.

juni
- 22 - Slag bij Murten: De Zwitserse Eedgenoten verslaan Karel de Stoute en doden ruim de helft van zijn leger.

augustus
- 20 - Wladislaus II van Bohemen huwt Barbara van Brandenburg, hertogin van Glogau
- 25 - Johann Cicero van Brandenburg huwt Margaretha van Thüringen.
- 28 - Lodewijk van Orléans (de latere Lodewijk XII) huwt Johanna van Valois.

oktober
- 6 - René II van Lotharingen herovert Nancy op Karel de Stoute.
- 22 - Karel de Stoute slaat opnieuw het beleg op voor Nancy.

zonder datum
- Spanje verovert een exclave rond Sidi Ifni.
- Gö Lotsawa schrijft de Blauwe annalen over de geschiedenis van Tibet.
- Masuccio Salernitano publiceert Il Novellino, een verzameling van 50 novellen, waaronder Mariotto en Gianozza, dat geldt als de oudste versie van het verhaal van Romeo en Julia.
- Lodewijk van Berken vindt de pendeloque of briolette vorm voor het slijpen van diamanten uit.
- De Moldaviërs plunderen Boekarest.

## Kunst

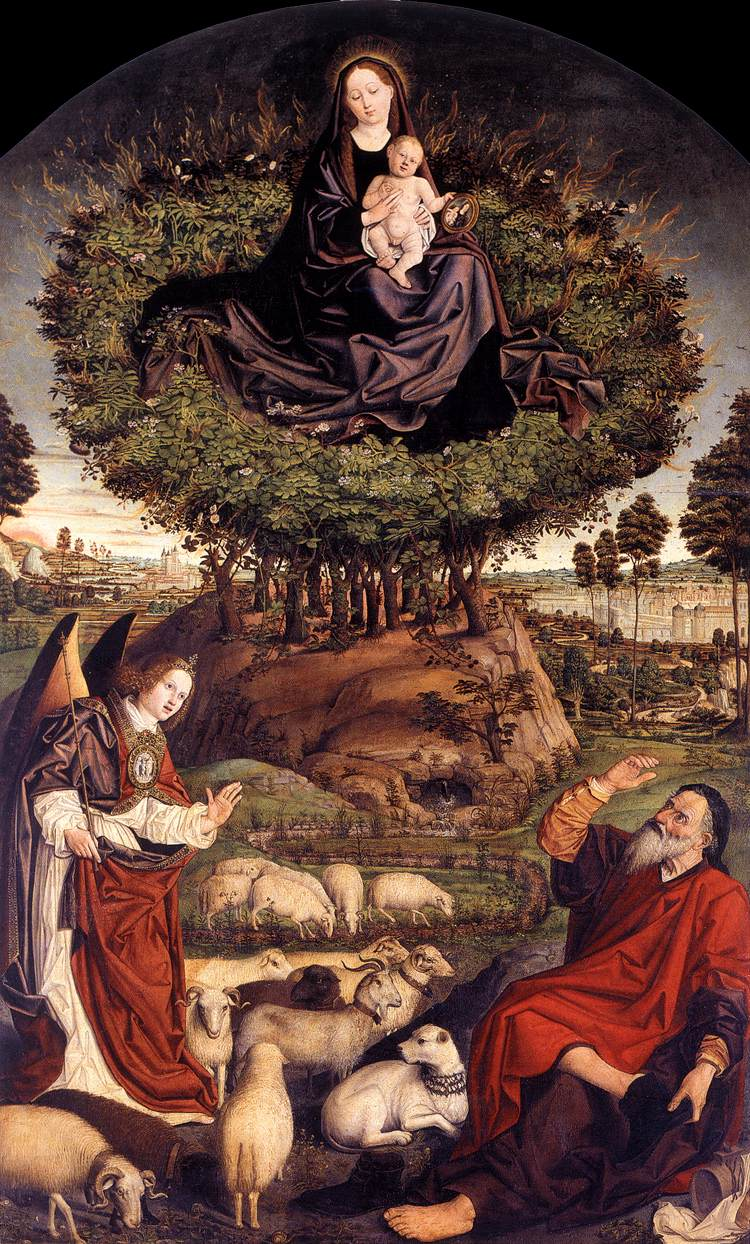
Nicolas Froment: Triptiek van het Brandende Braambos (middenpaneel)
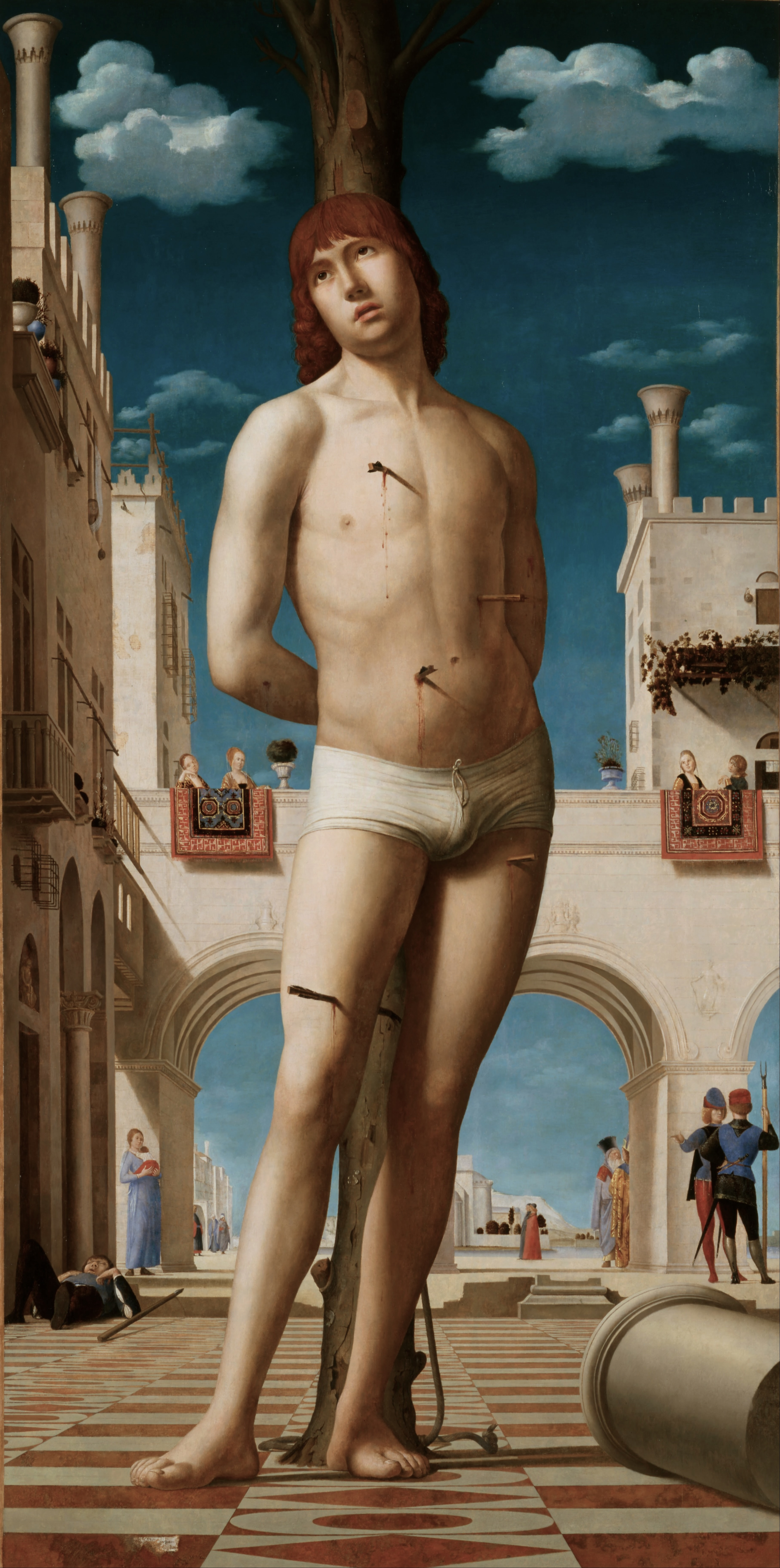
Antonello da Messina: Het Marterlaarschap van de Heilige Sebastiaan
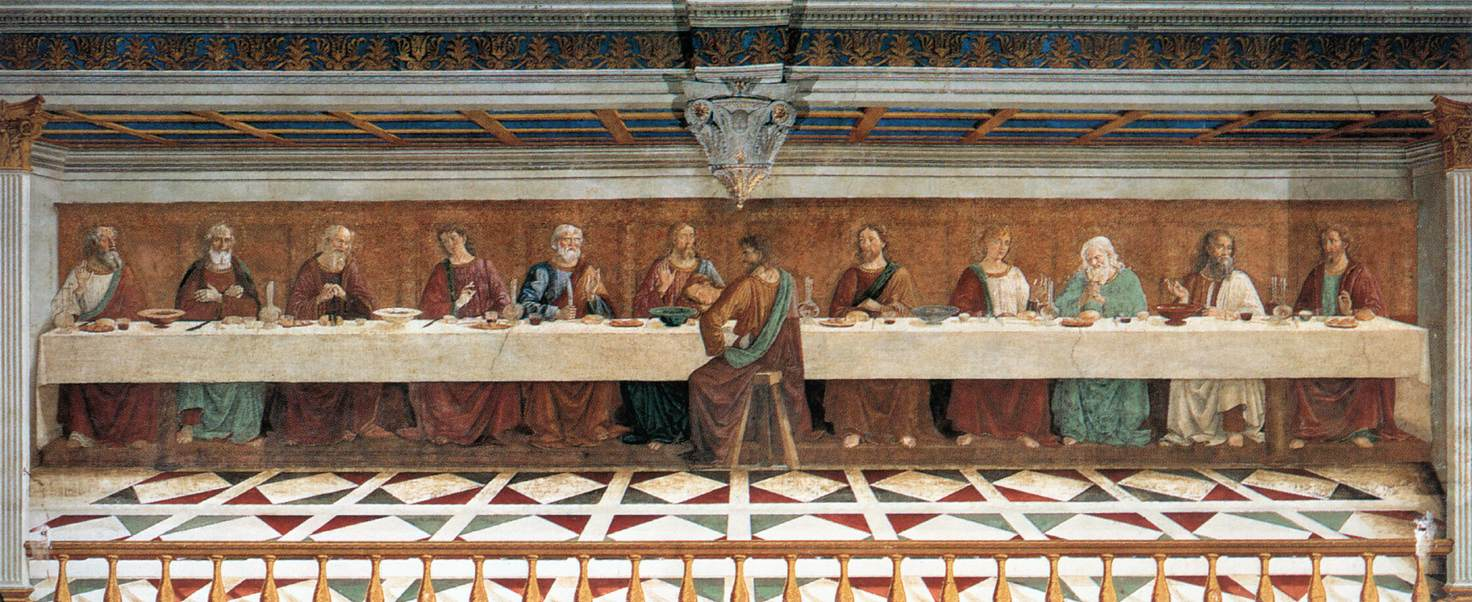
Domenico Ghirlandaio: Het Laatste Avondmaal
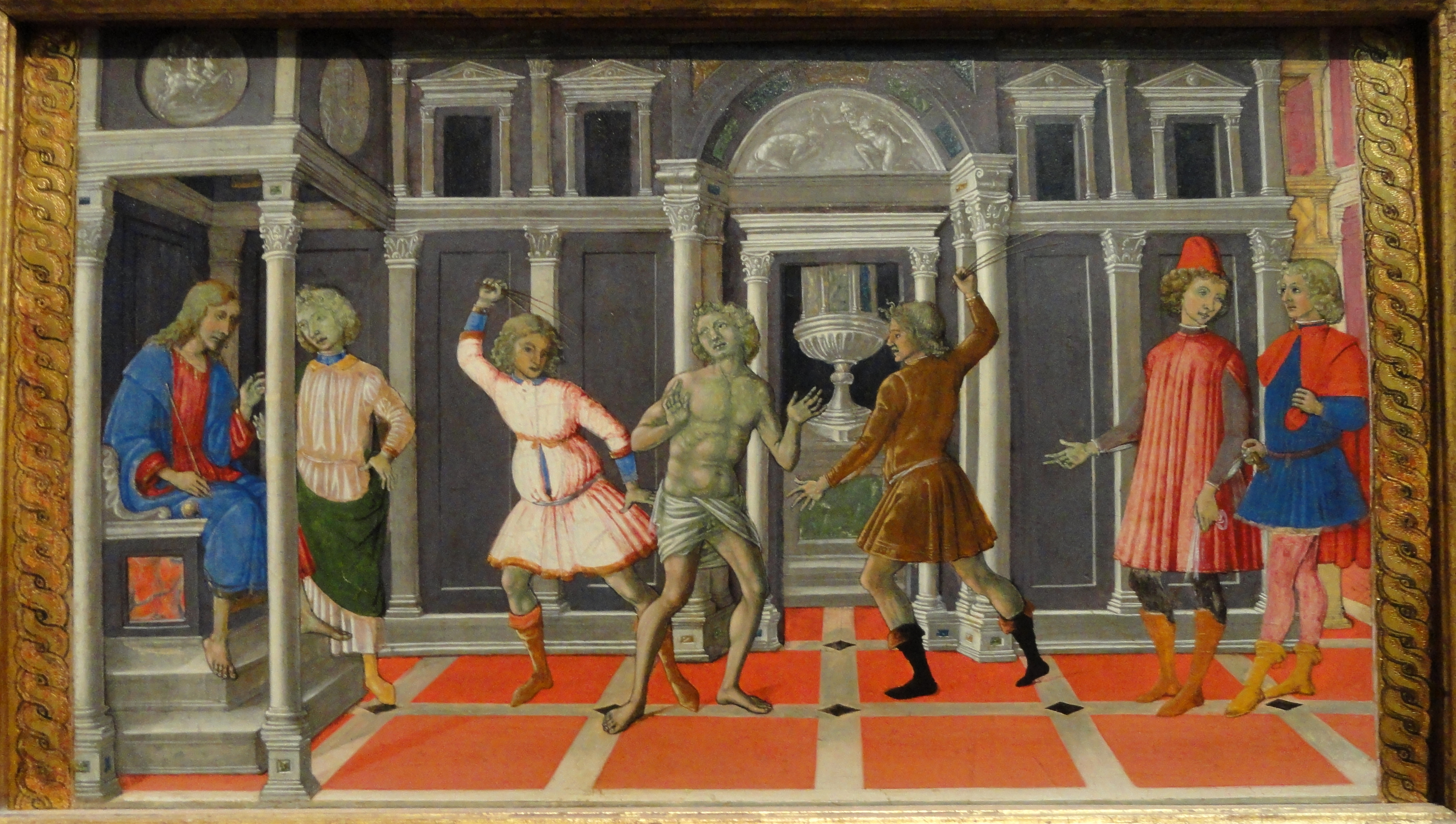
Matteo di Giovanni: De droom van de Heilige Hiëronymus
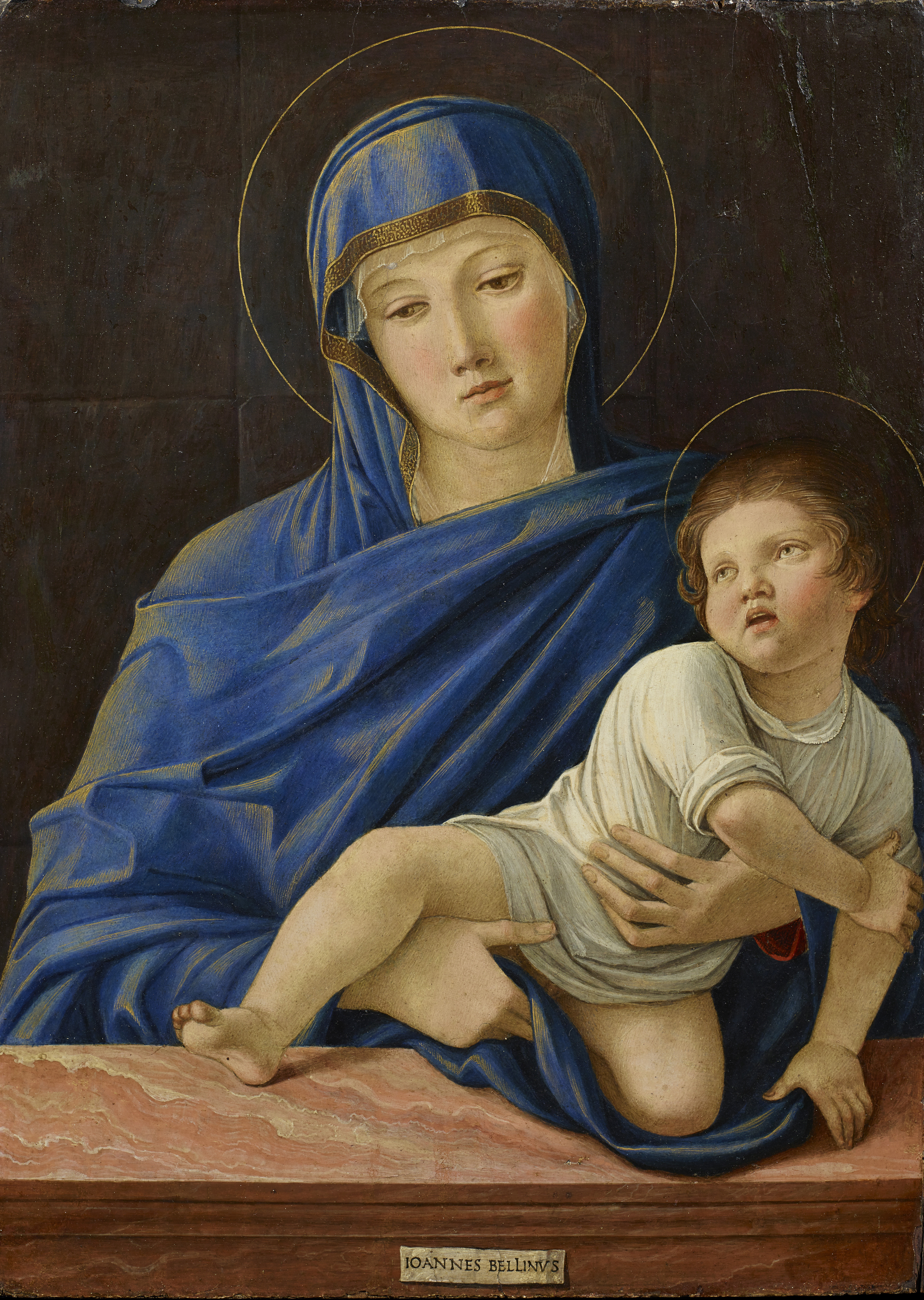
Giovanni Bellini: Madonna met kind

## Opvolging
- Alençon - Jan II opgevolgd door zijn zoon René
- patriarch van Antiochië (Grieks) - Michaëlis IV opgevolgd door Marcus IV, op zijn beurt opgevolgd door Joachim III
- Generalitat de Catalunya - Joan Maurici de Ribes opgevolgd door Miquel Delgado
- patriarch van Constantinopel - Rafaël I opgevolgd door Maximus III Manasses
- Joinville - Nicolaas opgevolgd door zijn broer René II van Lotharingen
- aartsbisdom Maagdenburg - Ernst II van Saksen als opvolger van Johan van Palts-Simmern
- Milaan - Galeazzo Maria Sforza opgevolgd door Gian Galeazzo Sforza onder regentschap van diens oom Ludovico Sforza
- Palts - Frederik I opgevolgd door zijn neef en stiefzoon Filips
- Orde van Sint-Jan - Giovanni Battista Orsini opgevolgd door Pierre d'Aubusson
- Soissons - Jan opgevolgd door zijn broer Peter II van Saint-Pol
- Venetië (doge) - Pietro Mocenigo opgevolgd door Andrea Vendramin

## Afbeeldingen

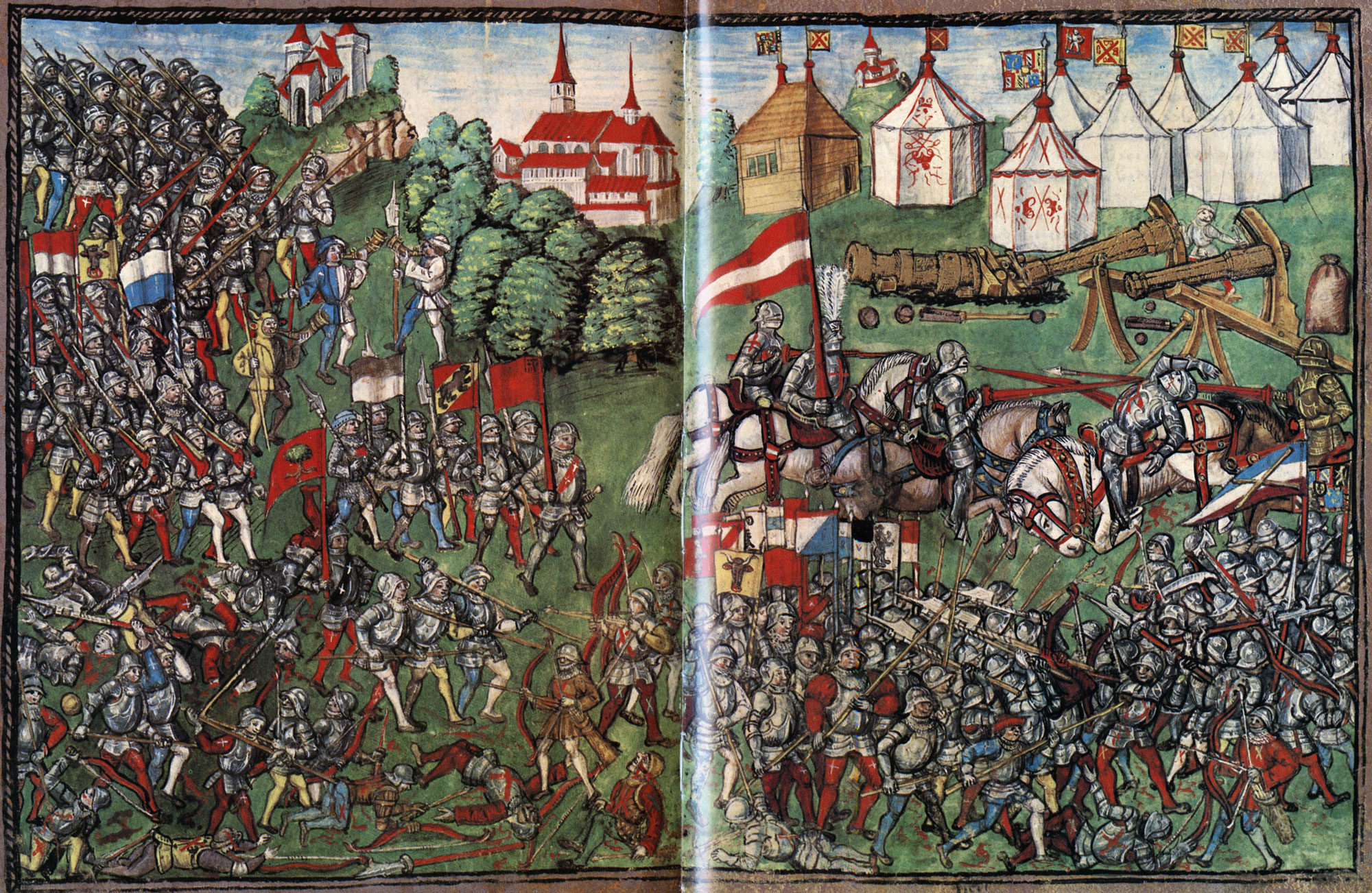
Slag bij Grandson
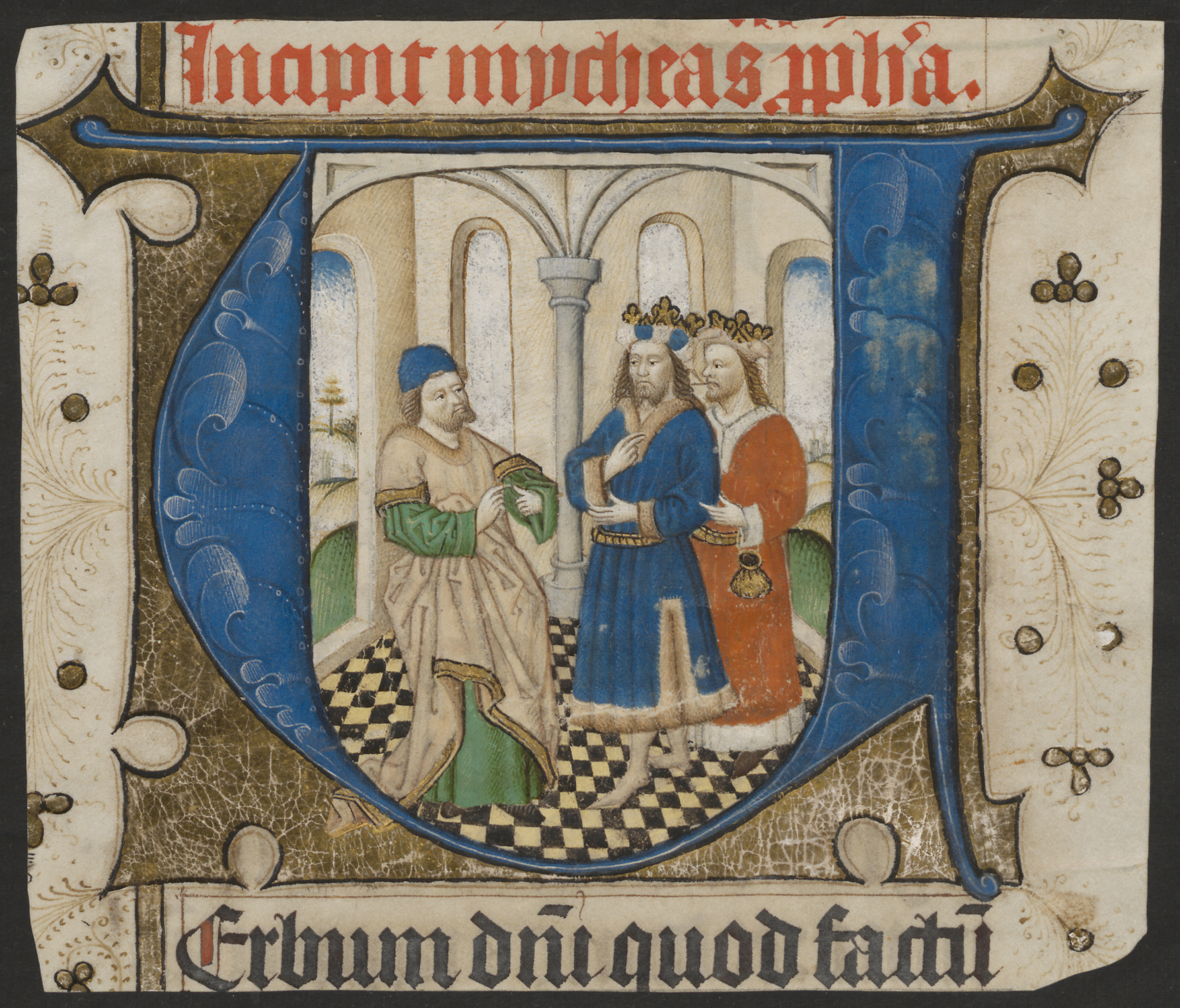
Initiaal uit de Zwolse Bijbel
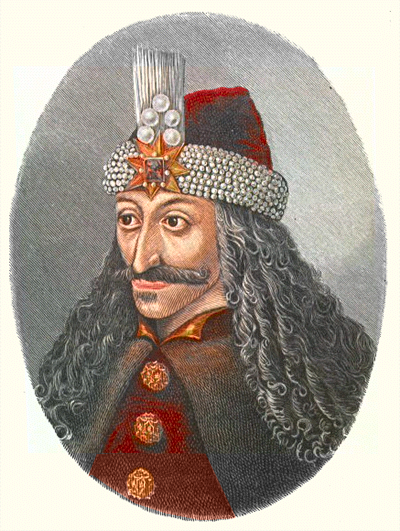
Vlad Tepes
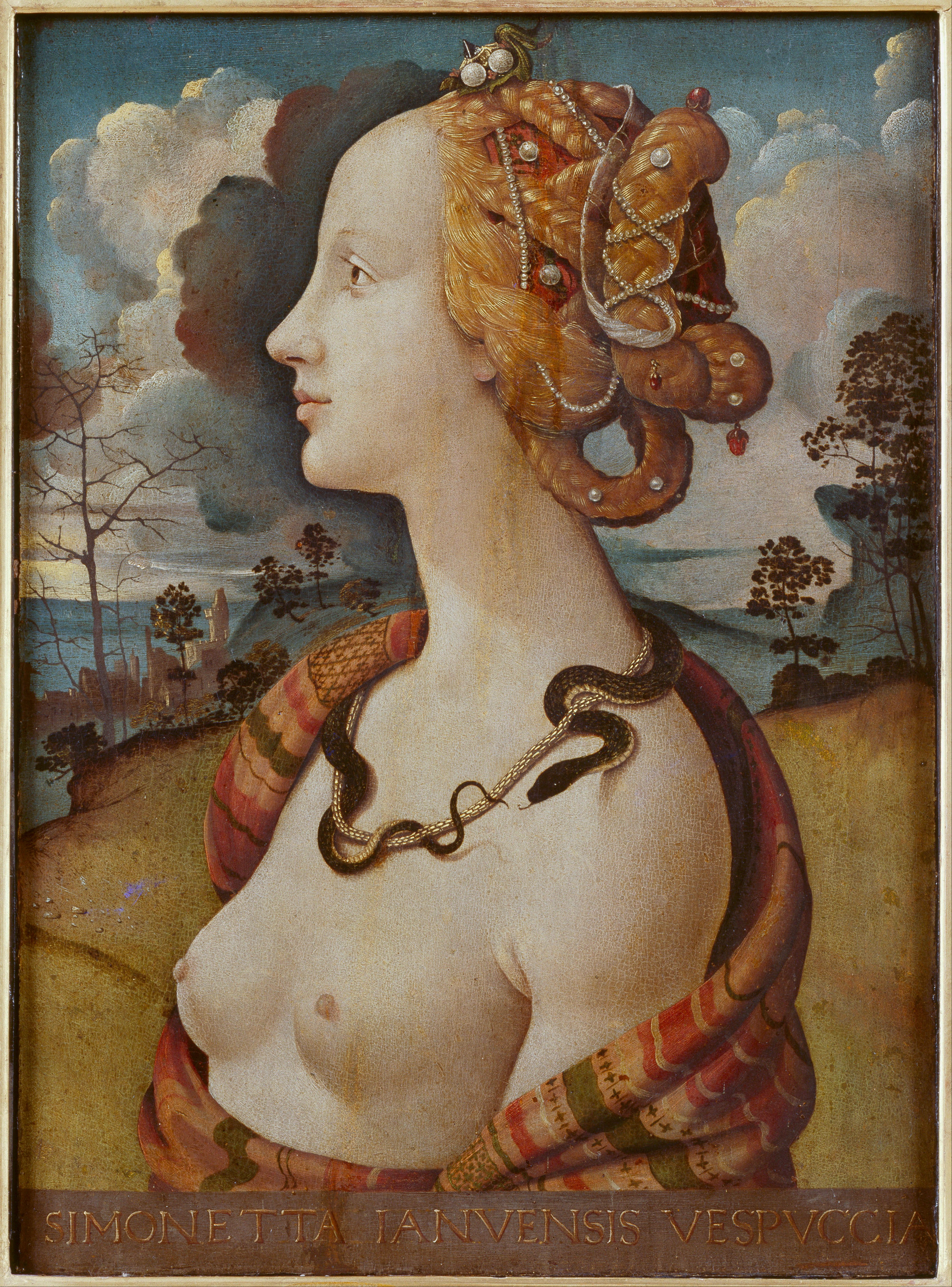
Simonetta Vespucci gold als de mooiste vrouw van haar tijd

## Geboren
- begin mei - Karel I van Münsterberg, Duits edelman
- 19 mei - Helena van Moskou, echtgenote van Alexander van Litouwen
- 28 juni - Paulus IV, paus (1555-1559)
- 21 juli - Alfonso I d'Este, hertog van Ferrara
- 11 september - Louise van Savoye, Savoyaards prinses
- Alonso de Fonseca y Ulloa, Spaans aartsbisschop
- Adrian Fortescue, Engels hoveling
- Hugo de Moncada, Spaans militair
- Filips I van Brunswijk-Grubenhagen, Duits edelman (jaartal bij benadering)
- Sebastian Cabot, Venetiaans-Engels ontdekkingsreiziger (jaartal bij benadering)
- Edward Howard, Engels admiraal (jaartal bij benadering)

## Overleden
- 14 januari - John Mowbray (27), Engels edelman
- 20 februari - Katharina van Kleef (58), Duits edelvrouw
- 22 februari - Hendrik XI van Glogau, Silezisch edelman
- 28 februari - Jan Gombert, Frans bisschop
- 19 april - Maria van Aumale (77), Frans edelvrouw
- 26 april - Simonetta Vespucci (~22), Italiaans edelvrouw
- 4 mei - Bernard van Halewyn (~75), Vlaams politicus
- 8 juni - Giovanni Battista Orsini, grootmeester van de Orde van Sint-Jan
- 22 juni - Jan van Soissons (~36), Frans edelman
- 3 juli - Nicolaas I van Opole (~52), Silezisch edelman
- 6 juli - Regiomontanus (40), Duits astronoom
- 18 juli - Filippo Calandrini (~73), Italiaans kardinaal
- 20 augustus - Egbert Onsta, Noord-Nederlands priester
- 8 september - Jan II van Alençon (57), Frans edelman
- 28 november - Bernard van Bentheim (~41), Duits edelman
- 28 november - Jacobus de Marchia (~85), Italiaans monnik, diplomaat en inquisiteur
- 1 december - Agnes van Bourgondië (~69), Bourgondisch-Frans edelvrouw
- 12 december - Frederik I van de Palts (51), keurvorst van de Palts (1451-1476)
- 22 december - Isabel Neville (25), Engels edelvrouw
- 26 december - Galeazzo Maria Sforza (32), hertog van Milaan (1466-1476) (vermoord)
- december - Vlad Tepes (~45), vorst van Walachije (1448, 1456-1462, 1476)
- George VIII (~59), koning van Georgië (1446-1465)
- Nicolaas van Joinville, Frans edelman
- Simon van Lalaing (~71), Vlaams admiraal

## Trivia
- Het spel Assassin's Creed II begint in 1476.